# マット・ショーブ
マット・ショーブ（Matthew Rutledge Schaub , 1981年6月25日 - ）は、アメリカ合衆国ペンシルベニア州ピッツバーグ出身の元アメリカンフットボール選手。現役時代のポジションはクォーターバック（QB）。2013年までヒューストン・テキサンズに在籍しており、テキサンズのパスに関するフランチャイズ記録をすべて保持している。

## 経歴

### プロ入り前
高校時代はフットボールだけでなく、野球やバスケットボールでも活躍した。
1999年にバージニア大学に入学し、1年目はレッドシャツとして過ごした。2001年にウィスコンシン大学戦で初先発を務めた。この年はブライソン・スピナーと先発を分け合った。2002年にスピナーが転校すると、ショーブが先発の座を確実にしたかと思われたが、開幕戦のコロラド州立大学戦の途中でマルケス・ヘーガンズに代わられ、翌週のフロリダ州立大学戦でもヘーガンズに先発を奪われた。しかしその後また先発を奪い返すと、ショーブはそのシーズン大ブレークを果たし、ACCの年間最優秀選手に選ばれた。2003年は開幕前からハイズマン賞候補とされていたが、肩の負傷に苦しんだ。

### アトランタ・ファルコンズ
2004年ドラフトで、アトランタ・ファルコンズに3巡(全体90位)指名された。イーライ・マニングやベン・ロスリスバーガーと同期である。この年は6試合に出場し、そのうちの第11週ニューオーリンズ・セインツ戦では負傷したマイケル・ヴィックに代わって先発した。
2005年に東京で開かれたアメリカンボウルではMVPに選ばれた。この年はフィールドゴールのホルダーもつとめた。

### ヒューストン・テキサンズ
2007年、ヒューストン・テキサンズにトレードされた。テキサンズはショーブ獲得と同時にデビッド・カーを放出し、ショーブの開幕先発は確実となった。
2007年、最初の2試合でともにパス220ヤード以上、レイティング100以上を記録し、チーム史上初の開幕2連勝に貢献した。第4週では古巣のファルコンズと対戦し、パス317ヤード、1TDをマークするも、チームは敗れた。
この年ショーブは怪我で11試合の出場にとどまったが、チーム史上初の勝率5割に貢献した。
2008年は開幕3連敗を喫し、第4週のインディアナポリス・コルツ戦ではベンチとなった。しかし翌週のマイアミ・ドルフィンズ戦ではフランチャイズ記録となるパス379ヤードを獲得し、連敗を脱出した。その後デトロイト・ライオンズ戦、シンシナティ・ベンガルズ戦でも勝利し、チーム初の3連勝となった。その後怪我で離脱したが、復帰した第14週のグリーンベイ・パッカーズ戦でパス414ヤード、2TD、1INTの活躍を見せチームを勝利に導いた。
2013年シーズンはインターセプトされたボールをそのままタッチダウンに結び付けられる「ピック6」を4試合連続で献上するなどして調子を崩し、さらには怪我もあって先発QBの座から滑り落ちた。シーズン終了後、オークランド・レイダースにトレードされることが発表された。

### オークランド・レイダース
レイダース加入当初は先発QBの最有力とされていたが、プレシーズンで負傷し、レギュラーシーズンは新人のデレック・カーの控えとなった。なおデレックは、ショーブがテキサンズに加入した際同チームから放出されたQBであるデビッド・カーの弟である。

### ボルチモア・レイブンズ
2015年シーズンはボルチモア・レイブンズに移籍。ジョー・フラッコの控えとなったが、フラッコの負傷に伴い第12週より先発となる。しかし3タッチダウンに対し4インターセプト（うち2つは「ピック6」）という記録に終わり、第14週はジミー・クローセンに先発を譲り、以降出場はなかった。

### アトランタ・ファルコンズ（2度目）
2016年3月9日、ファルコンズがショーブの加入を発表。同チームに10年ぶりの復帰を果たした。主にマット・ライアンの控えとして2020年シーズン終了までに14試合に出場、2019年10月27日のシアトル・シーホークス戦には先発出場を果たした。
2020年シーズン終了後の2021年1月4日に引退を発表した。